# عمر غوميز
عمر غوميز (بالإسبانية: Omar Gómez)‏ (6 يناير 1980 بمونتيري في المكسيك - ) هو لاعب كرة قدم مكسيكي في مركز الهجوم. لعب مع نادي مونتيري.

## وصلات خارجية
- عمر غوميز على موقع قاعدة بيانات كرة القدم.إي يو (الإنجليزية)